# Relaciones República Dominicana-Uruguay
Las Relaciones República Dominicana-Uruguay se refieren a las relaciones bilaterales entre la República Dominicana y la República Oriental del Uruguay. Ambas naciones son miembros de la Comunidad de Estados Latinoamericanos y del Caribe, Grupo de los 77, Naciones Unidas, Organización de Estados Americanos y la Organización de Estados Iberoamericanos.

## Historia
Durante la colonización española, ambas naciones formaron parte del Imperio español. Durante el período colonial español, la República Dominicana estuvo gobernada por la Capitanía General de Santo Domingo y en 1521 pasó a formar parte del Virreinato de Nueva España con sede en la Ciudad de México mientras que Uruguay fue parte del Virreinato del Río de la Plata y se administró desde Buenos Aires. En 1828, Uruguay obtuvo su independencia después de la Guerra del Brasil. El 5 de septiembre de 1945, ambas naciones establecieron relaciones diplomáticas.
Ambas naciones participan en varias cumbres latinoamericanas multilaterales y han tenido varias reuniones bilaterales de alto nivel. En agosto de 2001, el presidente dominicano Hipólito Mejía realizó una visita oficial a Uruguay y se reunió con el presidente uruguayo Jorge Batlle. En noviembre de 2002, el presidente uruguayo, Jorge Batlle, realizó una visita a la República Dominicana. En agosto de 2004, el presidente Batlle regresó a la República Dominicana para asistir a la toma de posesión del presidente dominicano Leonel Fernández.

## Acuerdos bilaterales
Ambas naciones han firmado varios acuerdos bilaterales como un Acuerdo de Cooperación Cultural (1988); Convenio de Cooperación Científica y Técnica (2001); Acuerdo para la Exención del Requisito de Visa para Portadores de Pasaportes Diplomáticos y Oficiales (2001); Acuerdo de Cooperación Turística (2001); Memorándum de Entendimiento de Cooperación sobre Flujos Migratorios (2018); y un Memorándum de Entendimiento para la Conformación de un Grupo de Trabajo Conjunto para la Promoción del Comercio, la Inversión y el Encadenamiento Productivo (2018).

## Misiones diplomáticas residentes
- República Dominicana tiene una embajada en Montevideo.
- Uruguay tiene una embajada en Santo Domingo.